# Młodzawy (Skarżysko-Kamienna)
Młodzawy – część miasta Skarżysko-Kamienna w powiecie skarżyskim w województwie świętokrzyskim. Leży na południowym wschodzie miasta, wzdłuż ulicy Młodzawy, w kierunku na Parszów.
Administracyjnie wchodzi w skład osiedla Kolonia Górna-Młodzawy.

## Historia
W okresie międzywojennym Młodzawy należały do gminy Bliżyn w powiecie koneckim w woj. kieleckim. 21 maja 1930 wieś Młodzawy (wraz z jej łąkami, z tartakiem Ekonomia, z łąkami wsi Bzin, z obszarami Państwowej Wytwórni Uzbrojenia oraz nieruchomościami spółdzielni kolejarzy Nr 1 i 2) włączono do utworzonego dwa lata wcześniej miasta Skarżysko-Kamienna.